# Crocidura nicobarica
Crocidura nicobarica es una especie de musaraña de la familia de los soricidae.

## Distribución geográfica
Es endémica de la India. 